# Jogos Asiáticos de Praia de 2008
Os Jogos Asiáticos de Praia de 2008 foram a primeira edição do evento multiesportivo realizado na Ásia a cada dois anos, até 2014. O evento foi realizado em Bali, na Indonésia, que teve do total de seus 1 206 atletas, 510 mulheres e 1 155 homens, distribuídos entre as provas das dezenove modalidades presentes no cronograma.
O logotipo dos Jogos de Bali foi formado por linhas azuis que representam as águas do mar balinês e um templo hindu da ilha. Também traz o sol vermelho, símbolo do Conselho Olímpico da Ásia e elemento presente em todos os logotipos de eventos da entidade. A mascote dos Jogos é um estorninho-de-bali, uma ave endêmica da ilha de Bali e com alto risco de extinção. A ave foi escolhida como forma de alerta para a sua preservação.

## Países participantes
45 países participaram do evento:
| - Afeganistão - Arábia Saudita - Bahrein - Bangladesh - Butão - Brunei - Camboja - Cazaquistão - China - Coreia do Norte - Coreia do Sul - Emirados Árabes Unidos - Filipinas - Hong Kong - Iêmen | - Índia - Indonésia - Irão - Iraque - Japão - Jordânia - Kuwait - Laos - Líbano - Macau - Malásia - Maldivas - Mongólia - Myanmar - Nepal | - Omã - Paquistão - Palestina - Catar - Quirguistão - Singapura - Sri Lanka - Síria - Tajiquistão - Tailândia - Taipé Chinesa - Timor-Leste - Turquemenistão - Uzbequistão - Vietname |

## Calendário
| ● | Cerimônia de abertura |  | Dia de competição | ● | Dia de final | ● | Cerimônia de encerramento |

| Outubro              | 18 | 19 | 20 | 21 | 22 | 23 | 24 | 25 | 26 | Finais |
| -------------------- | -- | -- | -- | -- | -- | -- | -- | -- | -- | ------ |
| Cerimônias           | ●  |    |    |    |    |    |    |    | ●  |        |
| Barco Dragão         |    | 2  | 2  | 2  |    |    |    |    |    | 6      |
| Basquetebol de praia |    |    |    |    |    |    |    |    | 2  | 2      |
| Fisiculturismo       |    |    | 6  |    |    |    |    |    |    | 6      |
| Futebol de areia     |    |    |    |    |    |    |    |    | 1  | 1      |
| Handebol de praia    |    |    |    |    |    |    |    | 2  |    | 2      |
| Jet ski              |    |    |    |    |    |    | 3  | 1  |    | 4      |
| Kabaddi              |    |    |    |    | 2  |    |    |    |    | 2      |
| Lutas                |    |    |    |    |    |    | 2  | 2  |    | 4      |
| Maratona aquática    |    |    |    |    |    |    |    | 2  | 2  | 4      |
| Paraquedismo         |    |    |    |    |    | 4  | 4  |    |    | 8      |
| Pencak silat         |    | 2  |    |    | 6  |    |    |    |    | 8      |
| Polo aquático        |    |    |    |    | 1  |    |    |    |    | 1      |
| Sepaktakraw de praia |    |    |    | 2  |    |    |    | 2  |    | 4      |
| Surfe                |    | 1  | 1  | 1  | 1  | 1  |    |    |    | 5      |
| Triatlo              |    |    |    |    |    |    |    |    | 2  | 2      |
| Vela                 |    |    |    |    |    |    |    | 2  |    | 2      |
| Voleibol de praia    |    |    |    |    |    |    |    |    | 2  | 2      |
| Windsurf             |    |    |    |    |    |    |    | 4  |    | 4      |
| Woodball             |    |    |    | 2  | 2  |    |    |    |    | 4      |
| Total de finais      |    | 5  | 9  | 7  | 12 | 5  | 9  | 15 | 9  | 71     |

## Modalidades
Dezenove modalidades formaram o programa dos Jogos:
| - Barco Dragão - Basquetebol de praia - Fisiculturismo - Futebol de areia - Handebol de praia - Jet ski - Kabaddi de praia - Lutas em areia - Maratona aquática - Paraquedismo | - Pencak Silat de praia - Polo aquático de praia - Sepaktakraw de praia - Surfe - Triatlo - Vela - Voleibol de praia - Windsurf - Woodball |

## Quadro de medalhas
País sede destacado.
| Ordem | País                   | Medalha de ouro | Medalha de prata | Medalha de bronze |     |
| ----- | ---------------------- | --------------- | ---------------- | ----------------- | --- |
| 1     | Indonésia              | 23              | 8                | 20                | 51  |
| 2     | Tailândia              | 10              | 17               | 10                | 37  |
| 3     | China                  | 6               | 10               | 7                 | 23  |
| 4     | Coreia do Sul          | 4               | 7                | 10                | 21  |
| 5     | Japão                  | 3               | 3                | 3                 | 9   |
| 6     | Hong Kong              | 3               | 3                | 2                 | 8   |
| 7     | Índia                  | 3               |                  | 2                 | 5   |
| 8     | Vietname               | 2               | 5                | 3                 | 10  |
| 9     | Myanmar                | 2               | 3                |                   | 5   |
| 10    | Malásia                | 2               | 2                | 6                 | 10  |
| 11    | Paquistão              | 2               | 2                | 3                 | 7   |
| 11    | Taipé Chinesa          | 2               | 2                | 3                 | 7   |
| 13    | Síria                  | 2               |                  |                   | 2   |
| 14    | Kuwait                 | 1               | 2                |                   | 3   |
| 15    | Emirados Árabes Unidos | 1               | 1                | 1                 | 3   |
| 16    | Cazaquistão            | 1               |                  | 2                 | 3   |
| 16    | Singapura              | 1               |                  | 2                 | 3   |
| 18    | Afeganistão            | 1               |                  | 1                 | 2   |
| 19    | Mongólia               | 1               |                  |                   | 1   |
| 19    | Omã                    | 1               |                  |                   | 1   |
| 21    | Filipinas              |                 | 2                | 8                 | 10  |
| 22    | Brunei                 |                 | 2                | 3                 | 5   |
| 23    | Jordânia               |                 | 1                |                   | 1   |
| 24    | Brunei                 |                 |                  | 1                 | 1   |
| 24    | Bangladesh             |                 |                  | 1                 | 1   |
| 24    | Macau                  |                 |                  | 1                 | 1   |
| 24    | Maldivas               |                 |                  | 1                 | 1   |
| TOTAL | TOTAL                  | 71              | 70               | 90                | 231 |